# Сиражудин Хурикский
Сиражудин Хурикский (1954—2011), настоящее имя Сиражудин Ханмагомедович Исрафилов — суфийский шейх Накшбандийского тариката.

## Биография
Суфийский шейх. Получил право на наставничество от своего устаза Абдуллы эфенди аль-Гурики в 1989 году. Сороковой муршид в сильсиля тариката Накшибандийя.
Родился в селении Хурик Табасаранского района в 1955 году в духовной семье. По материнской линии потомок четвёртого халифа Али.
Начальное исламское образование получил от своего деда шейха Мухаммада, который являлся преемником шейха Зияутдина эфенди аль-Курихи. Он также завещал шейху Абдулле эфенди взять на учёбу и воспитать своего внука.
После службы в армии шейх жил и учился в доме своего учителя и наставника Абдуллы эфенди аль-Гурики в Дербенте, и им же был направлен на учёбу в Ташкент.
После обучения в Ташкенте начал работать имамом в родном селении и продолжил учёбу у своего учителя шейха Абдуллы эфенди, а в 1989 году после ухода наставника продолжил его путь, муршида тариката Накшибандийя.
Обучая учеников, сам шейх Сиражудин Хурикский в это же время заканчивает Исламский университет им. Шафии в Махачкале, Исламский университет им. Сайфуллы-Кади в Буйнакске и открывает филиал исламского университета им. Шафии в своем доме.
В 2000 году получает право на наставничество по четырём направлениям: Сухравардия, Накшибандийя, Шазилия и Бурганийя от сирийского шейха Ахмада Куфтара.
Открыл первый в Южном Дагестане Исламский университет им. шейха Абдуллы эфенди.

## Убийство
27 октября 2011 года в четверг около шести вечера Сиражудин Хуригский был убит двумя неизвестными в камуфляжной форме во дворе своего дома. Это громкое убийство вызвало большой общественный резонанс.